# Val Vomano
Val Vomano is een plaats (frazione) in de Italiaanse gemeente Penna Sant'Andrea.